# Haras de Monterotondo
Le haras de Monterotondo, ou haras national de Montemaggiore, est un haras italien situé à Monterotondo près de Rome, qui a reçu une partie du cheptel Lipizzan du haras de Lipica après la Seconde Guerre mondiale. Il porte aussi le nom de Station expérimentale zootechnique de Tor'Mancina. 

## Histoire
Après la Seconde Guerre mondiale, une partie du cheptel de Lipizzans issu de Lipica arrive à Pinerolo dans le Piémont, d'où elle est transférée à Monterotondo, sur le lieu-dit Montemaggiore. Ce haras est géré par l'Institut romain de zootechnie expérimentale. 
Les chevaux qui y sont transférés présentent souvent d'épaisses tumeurs à la base de la queue.
D'après Werner Pohl, les chevaux de Monterotondo ne ressemblent pas aux Lipizzans du haras de Piber. Les origines des Lipizzans de Monterotondo sont cependant vérifiées via des études menées durant les années 1980 et 1990.
Entre 1997 et 2000, ce haras participe au programme Copernic, une vaste étude européenne menée sur la diversité génétique du Lipizzan.
En 2005, il est considéré comme faisant partie des huit haras traditionnels de conservation du Lipizzan.

## Effectifs
Monterotondo dispose d'une quarantaine de juments et de sept étalons appartenant à toutes les lignées classiques du Lipizzan. Contrairement aux autres haras de Lipizzans, Monterotondo ne dispose pas d'un marquage au fer spécifique, mais utilise un chiffre imprimé sur un sabot antérieur.